# Рёзинг, Вильгельм
Вильгельм Рёзинг (нидерл. Willy Rösingh, 2 декабря 1900, Амстердам — 5 июня 1976, Амстердам) — голландский спортсмен, гребец, призёр летних Олимпийских игр 1924 года.

## Биография
Родился в Амстердаме, провинция Северная Голландия. Тренировался на базе клуба «Laga» в Делфте. Основным его занятием была академическая гребля, где он достиг значительных высот, став обладателем олимпийской медали высшей пробы. Умер 5 июня 1976 года в возрасте 75 лет в Амстердаме.

### Карьера
Первое участие Рёзинга на международной арене состоялось во время летних Олимпийских игр 1924 года в Париже, когда Вильгельм был включён с состав сборной для участия в Олимпийских играх. Вместе со своим напарником Антони Бейненом выступал в соревнованиях двоек распашных без рулевого. С результатом 8:19,4 голландская пара гребцов заняла первое место в финальном заплыве, в котором участвовали только две команды, обогнав соперников из Франции (8:21,6 — 2-е место).